# 宇品陸軍糧秣支廠
宇品陸軍糧秣支廠（うじなりくぐんりょうまつししょう）は、かつて広島県安芸郡宇品（現広島市南区）に設置されていた大日本帝国陸軍の糧秣の保管・補給・製造施設。

## 概要
糧秣とは、「糧」は兵士の食糧、「秣」は軍馬の飼料、「廠」は工場や役所を意味する。ここで行われていた業務は兵食ならびに飼料の調達・配給・貯蓄である。それに加えて牛肉缶詰や搗精（精米）作業つまり製造も行われ、更に精米や缶詰の試験・検査の技術的な研究も行われていた。
糧秣廠は、本廠が東京深川越中島に、支廠は大阪天保山・札幌苗穂・満州に置かれる。本廠の派出所あるいは出張所も存在した。その中で宇品は大阪とともに初期から存在した支廠の一つにあたる。また、広島には糧秣の他、被服支廠と兵器支廠と陸軍3支廠が揃っていた。
現在は一部建物が広島市郷土資料館として用いられている他、モニュメントとして部分的に残されている。

## 機能
広島市郷土資料館の前身である缶詰工場の印象が強いため一部で誤解されているが、あくまでもこの糧秣支廠の業務は物資の調達・配給・貯蓄がメインであり、民間からの購入の方がここの工場での製造より上回っていた。
物資の調達購入は、ほぼ一般競争入札によるものであり、産業組合などから随意契約での購入は勅令を経たもの、つまり戦時中など特別な場合に限られた。例えば米については玄米と精米2種類で行われ、大正時代においては地元広島のみならず兵庫・岡山・愛媛・山口・大分と西日本全域で購入している。軍馬用藁叺は県内で十分まかなえていた。ただ当時を検証する資料は少なく、貴重なものの例として当時購入した“鳴門水飴”の瓶が現存している。
製造、特に牛肉缶詰製造は全国の糧秣廠でここのみである。1923年（大正12年）の関東大震災で本廠が被害を受けて以後は専らここで製造されることとなった。1907年（明治40年）頃からは戦時用だけでなく平時用の食料品製造・調達も行われ、1909年（明治42年）8月の大阪の北の大火（天満焼け）や1910年（明治43年）8月の大水害などの際には罹災者用の救援物資が広島から被災地へ向けて送られた。
職工つまり作業員の採用にあたり、地元市民が採用されたものの身辺調査が行われていたため良家の子息のみ採用されていた。広島の陸軍3支廠のうち、糧秣が最も少ない人数で運用されていた（職工は1924年（大正13年）時点で糧秣121人（男73人/女48人）・被服652人・兵器185人）。全盛期の職員は工場だけでも3,500人いた。

## 沿革

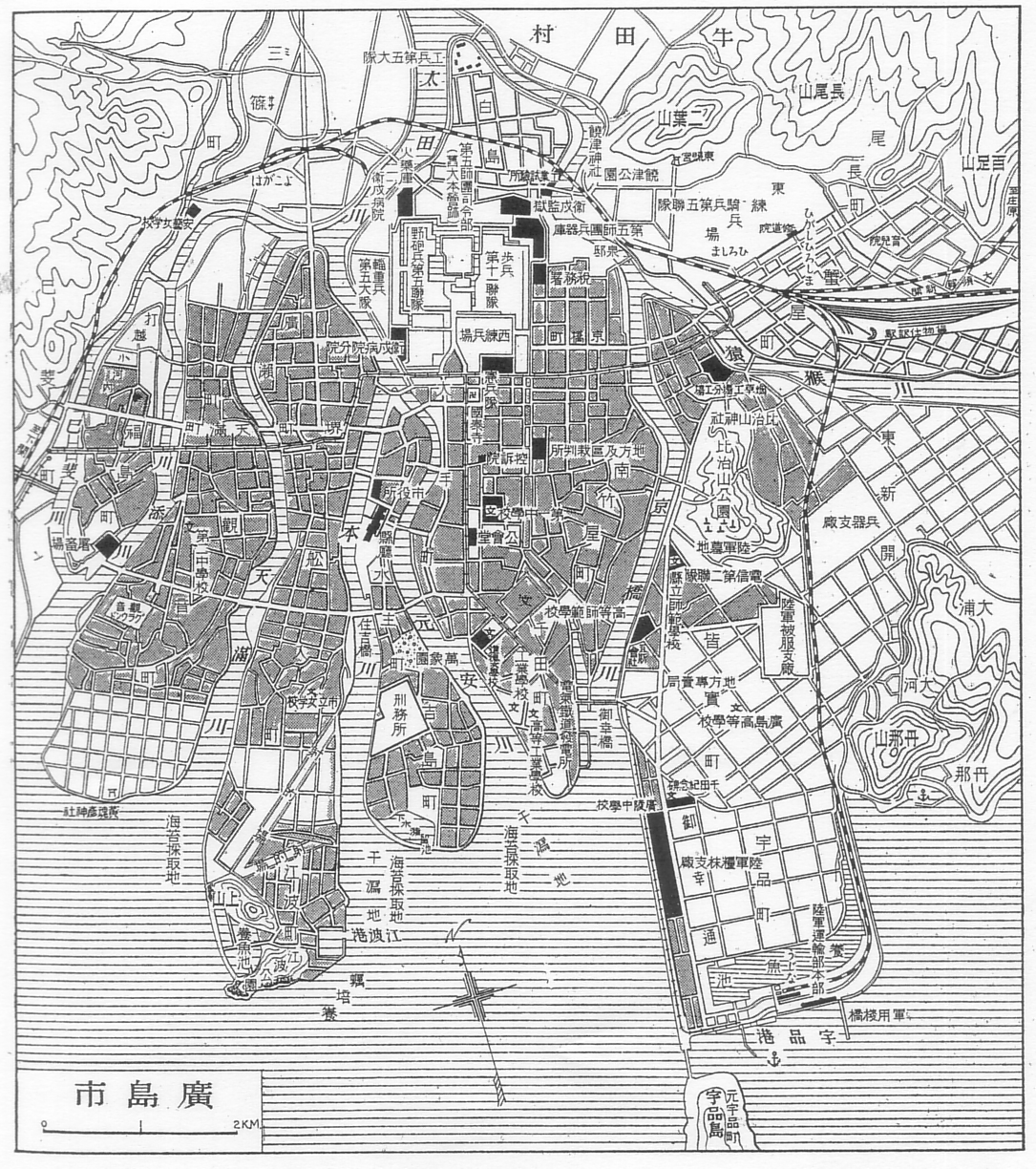
1930年ごろの広島市。地図中央から右下に黒く塗られている所が宇品御幸の宇品陸軍糧秣支廠事務所および工場。更に右下「うじな」表記が宇品海岸の宇品駅であり、プラットフォーム西端に倉庫があった。

### 背景
宇品地区の陸軍施設群は、1894年（明治27年）日清戦争勃発以降に急速に整備されたものである。
これは当時、東京を起点とする鉄道網の西端が山陽鉄道広島駅であったこと、大型船が運用できる港として宇品港（広島港）が存在したこと、更に陸軍によりその2つを結ぶ宇品線が整備されたことにより、宇品地区が兵站拠点となったためである。その中で整備されたのが、1898年（明治31年）宇品へ上水を送る「広島軍用水道」であり、宇品線沿線に1905年（明治38年）「広島陸軍被服支廠」翌1906年（明治39年）「広島陸軍兵器支廠」と相次いで建てられている。この宇品陸軍糧秣支廠もその一環として設置されたものである。
なお、1896年（明治29年）11月時点で「宇品糧秣予備倉庫」が存在していたが、この糧秣支廠と関係あるものかは不明である。

### 創設
1897年（明治30年）3月、宇品海岸通にて「陸軍中央糧秣廠宇品支廠」が開設し事務所が置かれ、補給業務を開始する。
1902年（明治35年）、陸軍糧秣廠宇品支廠と改称。1906年（明治39年）、宇品御幸通り西側に新たな用地が確保され、拡張される。
1908年（明治41年）、宇品御幸通にあった民間の精米工場を買収し、精米業務を始める。1911年（明治44年）3月、その精米工場北側一帯にレンガ造の大規模な缶詰工場および関連施設が建設され、支廠事務所をこの地に移転する。なお宇品海岸通の旧事務所は補給業務のみをするようになった。
1915年（大正4年）4月、支廠の西側の土手道に広島電鉄宇品線が敷設され、最寄り駅として「糧秣支廠北裏門」および「糧秣支廠西裏門」の2つの停留所が開業した。

### 被爆と戦後
太平洋戦争中には機能の拡大強化が図られ、1943年（昭和18年）軍需省中国軍需監理部が置かれて以降、軍需産業強化が図られることになる。ただ1945年（昭和20年）には空爆の激化により製造停止、保管していた物資も県西部全域に点在疎開しており、終戦間際には空き家同然となった。職員約250人は己斐国民学校に疎開駐屯し講堂で作業をしている。
同年8月6日、広島市への原子爆弾投下により被爆し、爆心地から3.21kmに位置していたものの、従業員自体少なかったため人的被害は微小だった。ただし学徒動員により広島女子高等師範学校生徒約220人など数校の生徒達が被爆している。被爆当日から、船舶司令部隊（暁部隊）により、被爆者の収容施設として利用される。被爆後、市内の陸軍病院へ物資を供給している。しかし、戦後はそれら備蓄物資がどうなったか不明な点が多く、一部では有力者が回収し転売したとする説もある。
1946年（昭和21年）、搗精工場の敷地が専売公社の所有となる。食肉処理場は広島糧工が国より施設を借り受け食品生産を行い、のち1949年（昭和24年）旧食肉処理場は松尾糧食（現カルビー）の製菓工場として利用される。1977年（昭和52年）、旧缶詰工場は中国財務局に移管される。
1982年（昭和57年）、旧缶詰製造工場の一部を広島市郷土資料館として再利用することが決定する。1985年（昭和60年）、広島市重要有形文化財に指定。

## 廠長
- 佐藤勇助 一等主計正：1936年8月1日 - 1938年6月10日[20]

## 現状

### 倉庫群

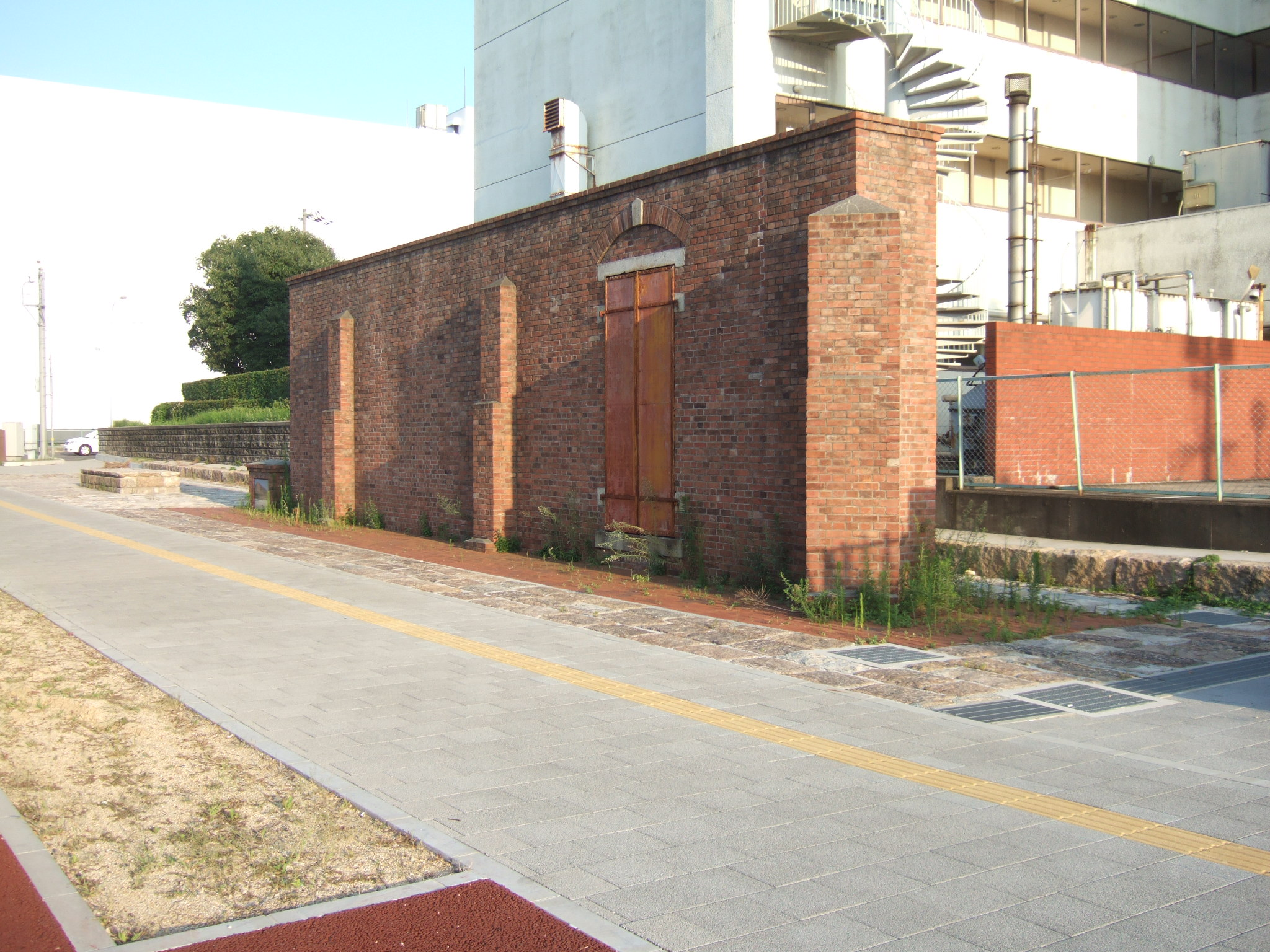
旧糧秣支廠倉庫跡にあるモニュメント
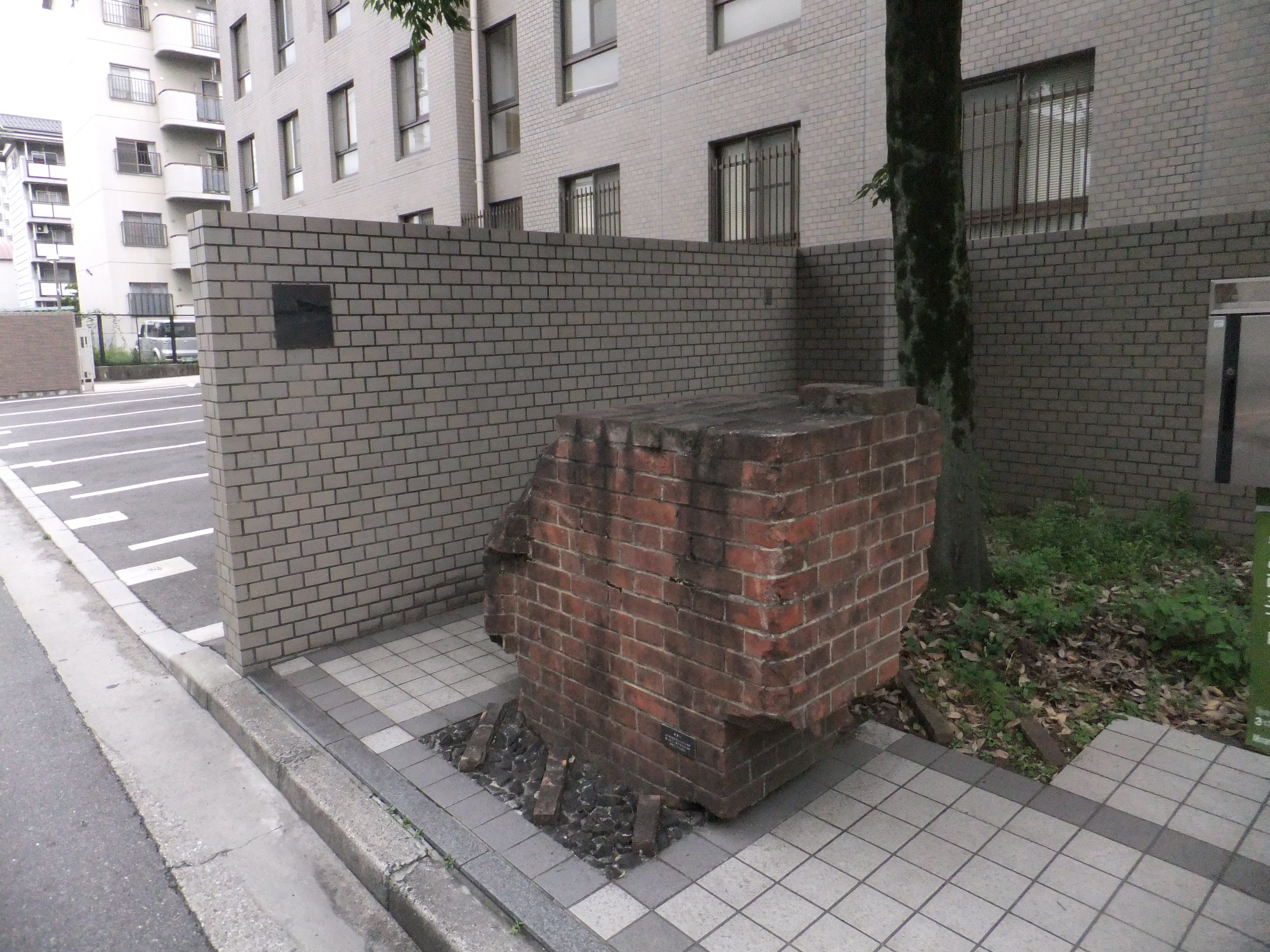
大林組社員寮前に移された旧倉庫遺壁

上記のとおり、当初は宇品海岸に糧秣支廠が置かれ、倉庫が建てられた。現在遺構として残るものは、1910年（明治43年）保管用倉庫として宇品線宇品駅のプラットフォームに沿って煉瓦造りで建てられた。
戦後は日本通運の倉庫として用られていたが、広島南道路建設により建物取り壊しと一部モニュメントの保存が決定し、1997年3月に完成した。一部は他所に移されモニュメント保存されているものもある。

### 工場群
缶詰工場

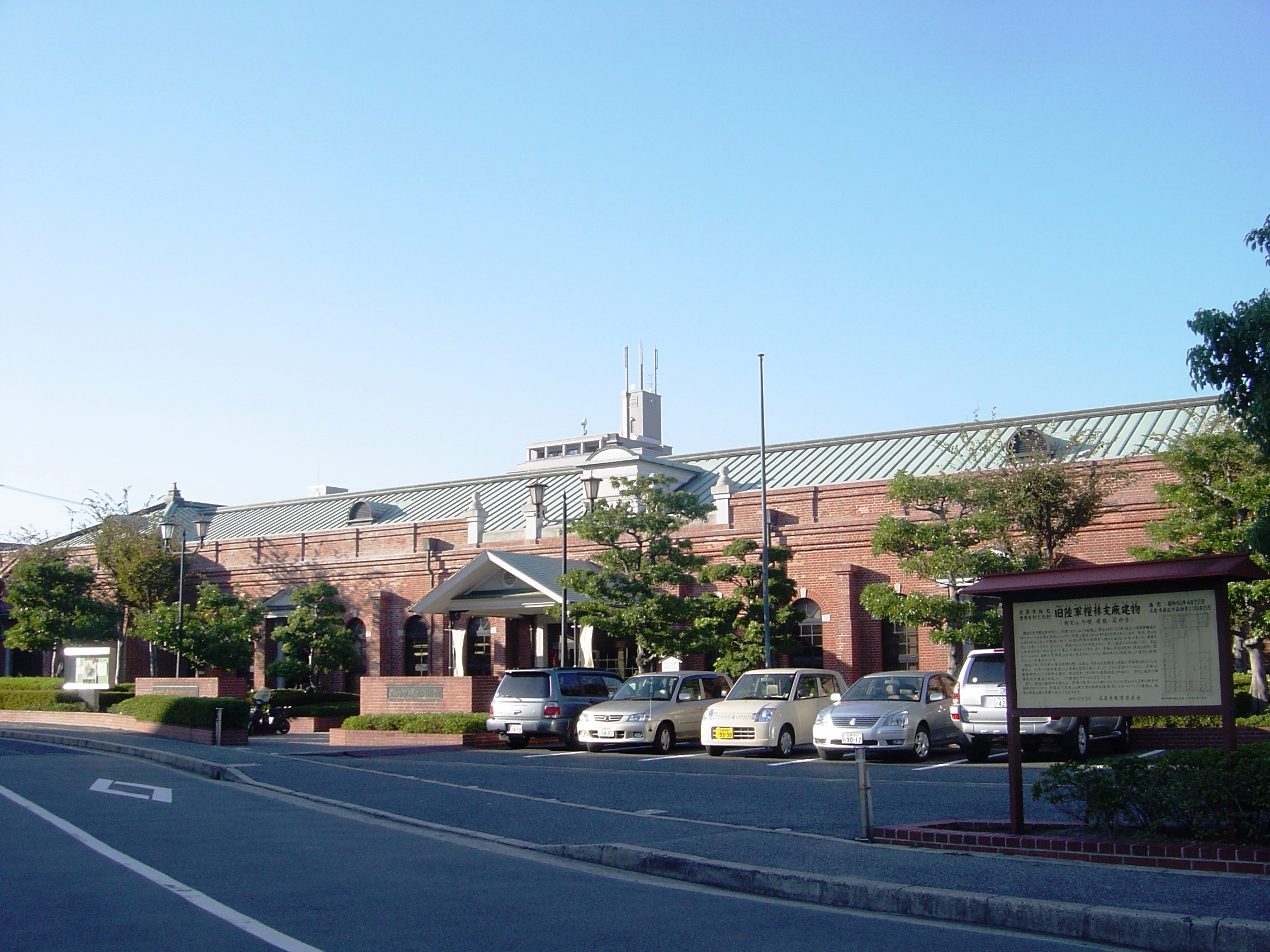
旧宇品陸軍糧秣支廠缶詰製造工場（現在の広島市郷土資料館）

現在宇品御幸の広島市郷土資料館は、1911年（明治44年）竣工した旧缶詰製造工場の一部にあたる。郷土資料館利用および市の指定重要文化財登録にあたり、1984年（昭和59年）に改修が行われている。
缶詰製造工場建造時には南側に逆コの字形の南棟、北側にやや離れて桁行が南棟と同じ長さで平面が矩形の北棟、南棟の内側壁面と北棟の南壁面を内壁として鉄骨小屋組みの鋸屋根を架けた中央棟が造られた。現在は北棟・中央棟ならびに南棟の一部が解体され、跡地は宇品西公園になっている。
屋根は竣工当時と同じ瓦棒葺を復元し、外壁は国産煉瓦でイギリス積みの他、細かな造形が施され、ほぼ当時のまま保存されている。被爆時には爆心地から距離があったことなどから倒壊は免れたものの、中央棟の鉄骨が折れ曲がる被害を受け、現在も2本の折れ曲がった鉄骨が残され展示されている。これらは広島に現存する貴重な明治時代の洋風煉瓦建築の資料でもある。また、宇品西公園内には煙突土台がモニュメントとして残っている。
食肉処理場
宇品西公園の北側に食肉処理場があった。現在の住所で言えば、南区宇品御幸1丁目12にあたる。上記の通り戦後カルビーが利用してきたものの、移転に伴い2007年（平成19年）を以て解体された。この旧食肉処理場の面影を残すものは、宇品西公園内の遺壁モニュメントと、移転先である廿日市市のカルビー広島工場内に遺壁モニュメントとして残っている。
搗精工場
資料館の南側、広島市立宇品小学校北端までが当時の糧秣支廠の敷地であり、ここには搗精工場や倉庫が存在していたものの、モニュメントなど現存するものはない。